# ポリフッ化ビニリデン

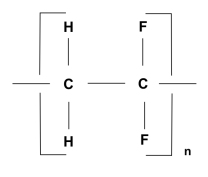
PVDF の構造式

ポリフッ化ビニリデン（ポリフッかビニリデン、PolyVinylidene DiFluoride、PVDF）は高耐性、高純度な熱可塑性フッ素重合体のひとつである。
PVDFは高価であり、一般的に高純度、高強度や耐薬品性、耐熱性が要求される用途に用いられる。
製品としてはパイプやシート、プレートなどとして製造されているほか、釣り糸の原料としてフロロカーボンと呼ばれる糸に用いられ販売され、その糸はウクレレ等の弦楽器の弦にも用いられる。
特に半導体製造工場における超純水の送水ラインに専ら使用される。しかしながら医薬製造工場における注射用水ラインは、有機物を嫌うため、ステンレス鋼管(SUS316等)が専ら用いられる。
また、PVDFは強誘電性のポリマーであり、圧電性や焦電性を示すことから、センサなどへの応用もなされている。

## 物理的特性
| 特性         | 値             |
| ------------ | -------------- |
| 融点         | 134–169 ℃      |
| 密度         | 1.78 g/cm3     |
| 熱伝導率     | 0.18 W m-1 K-1 |
| 熱膨張係数   | 0.18×10-6 K-1  |
| 降伏応力     | 15–35 MPa      |
| 延伸時の破断 | 200%-750%      |
| 弾性定数     | 350-1100 MPa   |
| 体積抵抗率   | ≥ 1x1012 Ω·m   |